# Exijo ser un héroe
«Exijo ser un héroe» es la quinta pista del álbum Pateando piedras del grupo chileno Los Prisioneros.

## Canción
La letra habla sobre un sujeto normal y aburrido que, a pesar de no poseer ningún talento, exige fama y admiración.
Compuesta por Jorge González en 1985, originalmente se llamaba «Marihuana» y era un ataque contra los consumidores de marihuana. Cuando el propio González empezó a experimentar con esta droga poco tiempo después, cambió la letra y reemplazó la línea de bajo por los teclados, dando origen a «Exijo ser un héroe».
Según González, «iba a ser una canción increíble, pero era mucha carne para tan poco gato [...] cuando la grabamos en estudio se nos fue en collera, la verdad, no resultó lo que debería haber sido, y me avergüenzo bastante de lo que quedó».
Esta canción y «El baile de los que sobran» mencionan la frase «pateando piedras», que da su título al disco.
La base está construida con un bajo sintetizado de Casio CZ5000, apoyado por la batería programada Yamaha RX-11,samplers de violines ejecutados por el Emu Emulator 2 más cuerdas y efectos de Casio CZ 1000. La guitarra tocada por Claudio Narea es una Fender Telecaster Deluxe.